# Édouard Hardÿ de Périni
Édouard Hardÿ de Périni, ou Marie Joseph Félix Édouard de Hardÿ de Périni à l’état civil (Agen, 24 octobre 1843 - Le Mans, 29 juin 1908), est un officier militaire, général de division en 1903, et un auteur d’études militaires historiques.

## Biographie
Marie Joseph Félix Édouard Hardÿ de Périni naît le 24 octobre 1843, de Félix Hardy, alors capitaine de grenadiers au 65e régiment de ligne de la garnison d’Agen et âgé de 43 ans, et d’Angélique Pulecherie de Périni alors âgée de 31 ans.
Il sort de l’École spéciale militaire de Saint-Cyr en 1864 (promotion de Puebla).
Sous lieutenant en 1864, puis lieutenant au 86e régiment d’infanterie pendant la guerre franco-allemande de 1870, son régiment défend le fort de Bitche du 6 août 1870 au 23 mars 1871. 
Capitaine au 54e régiment d'infanterie en 1870, il est envoyé sur Paris pour combattre l'insurrection (Neuilly et Montmartre). Il est créé chevalier de la Légion d'honneur en 1871, nommé au 2em provisoire (futur 102e régiment d'infanterie) en 1872, puis au 130e régiment d'infanterie en 1873. Il devient officier d'académie en 1878.
Promu major au 85e régiment d'infanterie en 1880, puis breveté d'État-Major en 1882, il est nommé chef de bataillon en 1884 au 3em bureau de l'EMA, où il reste jusqu'en 1887. Nommé officier d'instruction publique en 1884.
Promu lieutenant colonel du 2e régiment de zouaves en 1887, il est mal noté car s'occupant trop de son hobby d'écrivain; cette notation le poursuivra.
Nommé colonel en 1891 au 85e régiment d'infanterie, il est noté comme excellent officier de garnison mais laissant à désirer à la manœuvre, interprétant mal les ordres et les exécutant avec lenteur. 
Promu général de brigade en 1897 à la brigade de Constantine. En 1899, il prend la tête de la 12e brigade. Il est membre du comité technique de l'infanterie (1900) et de la cavalerie (1902). Général de division en 1903 à la 8e division d'infanterie.
Il décède en 1908 des suites d'une pleuro-pneumonie attrapée aux manœuvres de 1907.
Son œuvre Batailles françaises lui vaut le Prix Thérouanne (montant de 500 F) de l’Académie française en 1903.

## Généalogie
- Il est fils de Félix Hardÿ (1800-1855), colonel de cavalerie et de Angélique de Périni (°1812) ;
- Il épouse en 1867 Valentine Tabariès de Cabannes (1845-1885), nièce d'un capitaine d'empire, dont :
  - Armand (1868-1925), général de brigade ;
  - Valentine (°1870) ;

## Décorations
- chevalier de l'Ordre de l'Épée de Suède en 1885
- 3e classe de l'ordre de Danilov I (Monténégro, 1887)
- grand-officier de l'Ordre du Lion et du Soleil de Perse (1900)
- Commandeur de la Légion d'honneur (1904)
- grand aigle blanc de Serbie en 1905

## Publications
Sous le nom de Hardÿ ou Hardÿ de Périni (après 1887) :
- Essai sur les réformes à introduire dans le gouvernement de la représentation nationale en France (1871)
- Conférences régimentaires sur la fortification (1874)
- La Bataille de Fleurus (26 juin 1794), d'après les archives du Dépôt de la guerre (1876)
- La Mort de Marceau (19 septembre 1796). L'Armée de Sambre-et-Meuse pendant la campagne d'été de 1796. (1877)
- Le Siège de Maëstricht. L'Armée de Sambre-et-Meuse, pendant la campagne d'automne de 1794. (1878)
- Exposé rapide des transformations successives de la tactique (1878)
- La guerre de Cent Ans (1346-1453) : études militaires historiques (1879)
- Les armées féodales : études militaires historiques (1879)
- L’art de la guerre chez les anciens (1879)
- Les Français en Italie de 1494 à 1559 : études militaires historiques (1880)
- Les guerres de religion de 1562 à 1594 : études militaires historiques (1880)
- Origines de la tactique française, Paris : J. Dumaine, 1879-1881, prix Thérouanne de l'Académie française
- Batailles françaises, 6 volumes : 1re série 1214 à 1559 ; 2e série De François II à Louis XIII. 1562 à 1620 ; 3e série Louis XIII et Richelieu. 1621 à 1643 ; 4e série Turenne et Condé. 1643 à 1671 ; 5e série Louis XIV, 1672 à 1700 ; 6e série Les armées sous l'ancien régime, 1700 à 1789  (de 1894 à 1906), prix Thérouanne de l'Académie française en 1903
- Correspondance intime du général Jean Hardÿ de 1797 à 1802, recueillie par son petit-fils, le général Hardy de Périni (1901)
- Archives et correspondance du général de division Jean Hardÿ (1903)
- Afrique et Crimée (1850-56) : historique du 11e léger (86e de ligne) (1905)
- Madame de Villepreux (1907)
- Turenne et Condé, 1626-1675. Édition spéciale à l'usage des bibliothèques militaires  (1907)

Sous le pseudonyme de Jean de Villeurs :
- La légende de l'ondine (théâtre royal de Liège 28 avril 1886) ; drame en 3 actes et 6 tableaux mis en musique par Georges Rosenlecker
- Brimade, fantaisie saint-cyrienne (1887)
- Contes de garnison (1887)
- Songes bleus (1888)
- Cantique d’amour !, duo pour soprano et ténor, poésie de Jean de Villeurs, musique de Frédéric Febvre (1889)
- Le roman d'un assiégé : Bitche, 1870-1871
- Sonnet du faisan, poésie de Jean de Villeurs, musique de Charles Malherbe (1891)
- Soleil d'Afrique (1892)